# Sascha Lehmann
Sascha Lehmann (* 1998 Burgdorf, kanton Bern) je švýcarský reprezentant, juniorský mistr světa a Evropy v lezení na obtížnost.

## Výkony a ocenění
- 2015: juniorský mistr světa
- 2013-2016: 5 medailí v celkovém pořadí Evropského poháru juniorů
- 2017: juniorský mistr Evropy
- 2018: vítěz semifinále SP v Arcu

### Závodní výsledky
| Arco Rock Master | Arco Rock Master |
| Rok              | 2018             |
| ---------------- | ---------------- |
| Duel             | ?                |

| Mistrovství světa | Mistrovství světa |
| Rok               | 2018              |
| ----------------- | ----------------- |
| Obtížnost         | 8                 |

| Světový pohár | Světový pohár      | Světový pohár      | Světový pohár | Světový pohár |
| Rok           | 2015               | 2016               | 2017          | 2018          |
| ------------- | ------------------ | ------------------ | ------------- | ------------- |
| Obtížnost     | 37                 | 15                 | 49            | 6             |
| jednotlivě    | 25,-,41,-,35,51,19 | 23,-,16,15,6,18,16 |               | ,6,7,8,17     |
|               |                    |                    |               |               |
| Bouldering    | —                  |                    |               |               |
| jednotlivě    | —                  |                    |               |               |
|               |                    |                    |               |               |
| Kombinace     | —                  |                    |               |               |

| Mistrovství světa juniorů | Mistrovství světa juniorů | Mistrovství světa juniorů |
| Rok                       | 2013 kat. B               | 2015 kat. A               |
| ------------------------- | ------------------------- | ------------------------- |
| Obtížnost                 | 3                         | 1                         |

| Mistrovství Evropy juniorů | Mistrovství Evropy juniorů | Mistrovství Evropy juniorů |
| Rok                        | 2013 kat. B                | 2017 junioři               |
| -------------------------- | -------------------------- | -------------------------- |
| Obtížnost                  | 2                          | 1                          |

| Evropský pohár juniorů | Evropský pohár juniorů | Evropský pohár juniorů | Evropský pohár juniorů | Evropský pohár juniorů |
| Rok                    | 2013 kat. B            | 2014 kat. A            | 2015 kat. A            | 2016 junioři           |
| ---------------------- | ---------------------- | ---------------------- | ---------------------- | ---------------------- |
| Obtížnost              | 3                      | 3                      | 2                      | 2                      |
| jednotlivě             |                        |                        |                        |                        |
|                        |                        |                        |                        |                        |
| Bouldering             |                        |                        | 3                      |                        |
| jednotlivě             |                        |                        |                        |                        |